# Държавно девическо земеделско училище (Ботевград)
Държавно девическо земеделско училище в Ботевград съществува в периода 1910 – 1946 г.
Училището е открито през 1910 г. Използва базата на откритата през 1899 г. Държавна образцова бубарница, която е създадена след посещение на министъра на търговията и земеделието Константин Величков. Изградени са няколко сгради с държавни средства и са отпуснати 40 декара общинска обработваема земя за засаждане на черничеви дървета.
През 1946 г. приемник на девическото земеделско училище става Селскостопанският техникум.
Приемник на техникума е Техническият колеж в града, който по-късно се влива в столичния Колеж по енергетика и електроника от системата на Техническия университет в София.